# Abraham Scultetus
Abraham Scultetus (24 août 1566 - 24 octobre 1625) est un professeur de théologie allemand et le prédicateur de la cour de l'électeur Frédéric V du Palatinat.

## Biographie

### Jeunesse
Abraham est né à Grünberg in Schlesien en Silésie (après 1945 Zielona Góra, Pologne) et est élevé comme luthérien. Il commence ses études de théologie en 1588 à Wittemberg puis en 1590 à Heidelberg. Le moment où il devient réformé et renonce à son luthéranisme est inconnu. En 1595, il travaille pour l'électeur du Palatinat, qui est à l'époque Frédéric IV. Il continue à servir les églises du Palatinat et accompagne Frédéric V lors de sa lune de miel avec sa femme Elisabeth, fille du roi Jacques Ier d'Angleterre, en 1613. Il sert Frédéric V comme prédicateur à la cour et devient également professeur d'Ancien Testament à Heidelberg en 1618. Il aide également apparemment à introduire l'ordre de l'Église réformée utilisé dans le Palatinat dans le district de Hanau sous le comte Philippe II, ainsi qu'à placer des hommes comme ministres à Berlin pour y servir l'Église réformée en 1614.

### Synode de Dort
Scultetus est choisi comme représentant du Palatinat pour le Synode de Dordrecht, et y occupe une place importante. Il prêche un sermon sur le Psaume 122 le 15 décembre, et prononce également un discours sur la certitude de la grâce. Certains soutiennent que Scultetus est l'étranger le plus important au Synode avec George Carleton, évêque de Llandaff d'Angleterre . Il est d'accord avec la condamnation des remontrants et les décrets doctrinaux du Synode.

### Rôle avec le roi de l'hiver
Le 26 août 1619, Frédéric V, électeur du Palatinat, est élu roi de Bohême, ce qui risque de provoquer une guerre. Abraham Scultetus, en tant que prédicateur de la cour, a une influence significative sur Frédéric et l'exhorte à accepter la couronne de Bohême afin de répandre le protestantisme. Il prêche un sermon de l'Apocalypse encourageant Frédéric à prendre le trône . Scultetus accompagne Frédéric en Bohême et le sert là-bas. Scultetus tente d'installer l'ordre de l'église réformée dans la région hautement luthérienne de Bohême, et cela cause quelques problèmes. Opposé aux représentations artistiques de la divinité, il organise un saccage des œuvres d'art de la cathédrale de Prague, qui choque profondément certaines couches de la population.
À la fin, l'empereur bat Frédéric et il est contraint de fuir. Scultetus accompagne Frédéric à Heidelberg, mais la guerre les y trouve bientôt aussi. Scultetus est contraint de fuir à nouveau. Cette fois, il est va à Emden. Il y sert comme prédicateur pendant les dernières années de sa vie. Il meurt en 1625 à Emden.
Concernant cette période de sa vie, on peut consulter le film  1618 La défenestration de Prague, Ceska televize/Arte/ORF

## Théologie
Abraham Scultetus est calviniste. Il tient aux doctrines de la prédestination et est d'accord avec le Synode de Dort et ses conclusions doctrinales. Scultetus est un Supralapsarien et enseigne ce point de vue depuis son poste de professeur à Heidelberg. Scultet nie l'imputation de l'obéissance active du Christ suivant l'enseignement de Piscator. Cette position est controversée et rejetée par de nombreux autres théologiens réformés de son époque. Scultetus est également contre les images du Christ, et il les enlève partout où il va, même lorsque cela cause des problèmes avec la population comme en Bohême.